# Бродский, Абрам Львович
Абра́м Льво́вич Бро́дский (25 сентября (7 октября) 1882, Керчь, Российская империя — 2 января 1943 года, Ташкент, СССР) — русский и советский биолог, протозоолог. Один из первых ректоров Ташкентского государственного университета, заслуженный деятель науки Узбекской ССР. Один из пионеров охраны природы в республиках Средней Азии.

## Биография
Абрам Львович Бродский родился в Керчи в еврейской семье. После смерти родителей воспитывался в Туле дядей, М. С. Гринштейном. В 1901 году окончил Тульскую губернскую классическую гимназию и в том же году поступил в Московский государственный университет на естественное отделение физико-математического факультета. В 1902—1904 годах за участие в противоправительственных антивоенных демонстрациях трижды исключался из университета, арестовывался, сидел в Бутырской тюрьме, но потом вновь принимался в университет. После очередного исключения был выслан на родину в Керчь, где 6 месяцев провел в местной тюрьме.
В 1905 году работал на Севастопольской биологической станции и на Вилла-Франкской зоологической станции. В 1906—1907 годах А. Л. Бродский учился в Женевском университете, защитил диссертацию по морфологии и физиологии простейших, получив диплом доктора естественных наук. В 1907 году учёный переезжает в Париж, где работает в Институте Пастера. В 1908 году он возвращается в Россию и, после восстановления в Московском государственном университете, в 1909 году оканчивает его с дипломом первой степени.
В 1908—1919 годах А. Л. Бродский преподаёт в Московском городском народном университете имени А. Л. Шанявского и на Высших женских сельскохозяйственных курсах. После организации в Ташкенте Туркестанского государственного университета, в ноябре 1919 года Московским советом Туркестанского университета он избирается профессором кафедры зоологии беспозвоночных. После завершения Оренбургской операции на Восточном фронте появляется возможность переезда преподавателей, оборудования и библиотеки для вновь организованного университета. 1 февраля 1920 года с первым из так называемых «поездов науки» А. Л. Бродский вместе с семьёй переезжает в Ташкент. В 1920 году он избирается деканом физико-математического факультета Туркестанского государственного университета, а в 1921 году — ректором Туркестанского университета (с июля 1923 года это Среднеазиатский государственный университет). Ректором университета А. Л. Бродский остается до 1926 года. Бессменным же руководителем кафедры зоологии беспозвоночных А. Л. Бродский оставался вплоть до своей смерти в 1943 году. В 1932—1943 годах он — заместитель ректора САГУ. В 1936 году А. Л. Бродскому присваивается звание заслуженного деятеля науки УзССР.
Скончался 2 января 1943 года. Похоронен в Александровском сквере Ташкента. В 2000 году прах ученого был перенесен на Боткинское кладбище.

## Семья
Был женат на Елизавете Григорьевне Григорьевой. Сыновья — Александр Абрамович Бродский, геолог, и Константин Абрамович Бродский, биолог, специалист в области морской планктонологии и фауне горных потоков Средней Азии.
Двоюродный брат — невропатолог Александр Михайлович Гринштейн.

## Научная деятельность
А. Л. Бродский был всемирно известным учёным-протозоологом. Им описано около полутора десятков новых для науки таксонов простейших. В каракумской экспедиции 1927 года в солёных грунтовых водах на дне колодцев пустыни учёным были впервые найдены типичные морские многокамерные фораминиферы. Грунтовые воды Каракумов оказались очень близкими к морским по содержанию как солей, так и кислорода. А. Л. Бродский высказывает предположение, что это реликты миоценового моря, некогда покрывавшего современные Каракумы. Исследование протозойной фауны чимкентского лёсса приводит ученого к мысли о его озёрном происхождении.
Необходимость поднятия урожайности хлопчатника и других сельскохозяйственных культур заставляют учёного заняться почвенной протозоологией. Работы по почвенной протозоологии являются основными в научной деятельности Бродского, они определяют её направление и содержание. Он впервые поставил вопрос о значении простейших для плодородия почвы и как индикаторов почвенной активности. Учёный указывает на простейших как на один из важнейших источников накопления органического вещества в почвах.
Во второй половине 1930-х годов ученый вовлекает в орбиту своих исследований борьбу с нематодами, вредителями хлопководства, каучуконосных и огородно-бахчевых культур. С началом войны эта проблема становится особенно актуальной — тысячи гектар земли были засеяны зерновыми для снабжения продовольствием Красной Армии. К сожалению, Бродскому удалось только начать работу в этом направлении и наметить основные вехи её развития.
А. Л. Бродский — автор более 50 научных работ.

## Просветительская и общественная деятельность
А. Л. Бродский был активным популяризатором естествознания, читал лекции в многочисленных рабочих аудиториях, в 1909—1911 годах преподавал естествознание в «новой школе» М. Х. Свентицкой. Принимал участие в организации Богородского народного университета «Труд и наука» в городе Богородске (современный Ногинск) и преподавал в нём. По его инициативе на территории усадьбы Волхонка близ города Богородска и на прилегающей территории лесного урочища был создан первый в Подмосковье заповедник «Живая книга» (ныне не существует). Им переведено на русский язык и адаптировано несколько учебников по зоологии. С ноября 1917 года Бродский активно участвовал в работе Московского губернского отдела народного образования, совершенствуя методы массовой культработы. В университете Шанявского А. Л. Бродским был создан «Музей живой природы», который, вместе с другими учебными зоологическими коллекциями университета, после революции лег в основу Биологического музея имени К. А. Тимирязева.
А. Л. Бродский являлся основателем и заведующий сектором зоологии Института ботаники и зоологии Академии наук УзССР. Возглавлял редакционно-издательскую коллегию САГУ. Читал лекции в Среднеазиатском хлопковом институте, в Казахском педагогическом институте, Узбекском педагогическом университете. В тридцатые годы состоял в Комиссии содействия ученым (КСУ) при Совете народных комиссаров. Член Исполкома Ташгорсовета — 1922 году, член президиума и заместитель Председателя Среднеазиатского. филиала Ленинской сельскохозяйственной академии (1930—1931 годы), председатель квалификационных комиссий САГУ и УзГУ, в 1930—1932 годах избирался депутатом Верховного Совета УзССР 1-го созыва, в 1936—1938 гг. — заместителем наркома просвещения УзССР.

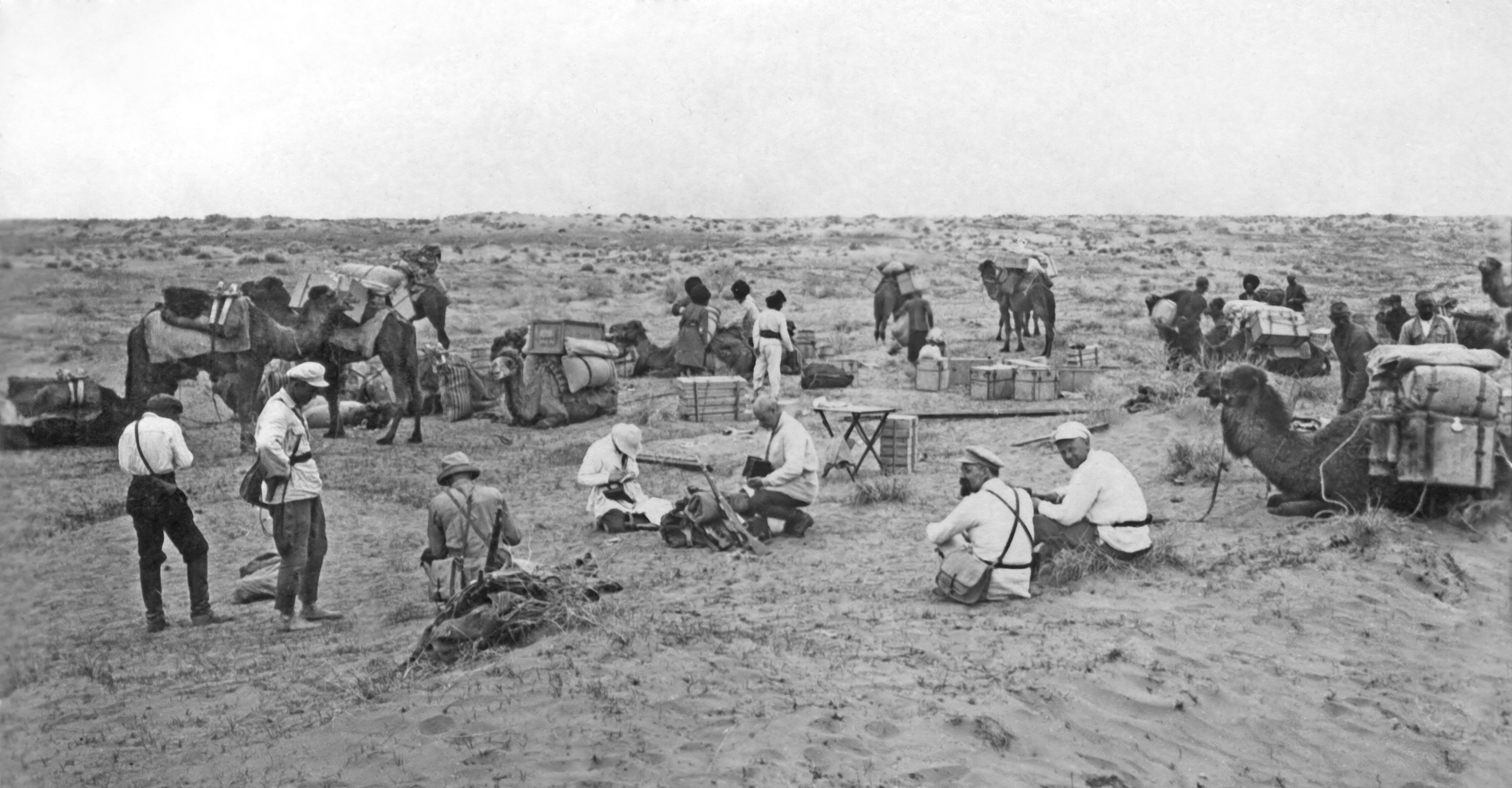
Центральные Каракумы. 1927 год. Лагерь готовится к походу. Слева направо: студент В. П. Курбатов, агроном-зоотехник А. И. Францевич, завхоз Никифоров, неизвестный, зоолог Д. Н. Кашкаров, зоолог А. Л. Бродский, агроном-почвовед Ю. А. Скворцов. Фото К. А. Бродского

## Охрана природы, организация заповедников
А. Л. Бродский является одним из пионеров охраны природы в республиках Средней Азии. Ему принадлежит инициатива охраны ряда редких видов — осетра, шипа, архара, марала, высокоствольной арчи, саксаульной сойки и др. А. Л. Бродский — автор первой в Туркмении книги по охране природы. По его инициативе в 1921 г. при Туркестанском комитете по делам музеев организуется секция охраны природы, в 1922 году при активном участии ученого СНК Туркменской республики принял постановление «Об охране памятников природы». В 1928 году его избирают почетным членом ВООП. В 1920 году А. Л. Бродский впервые посетил верховья рек  Аксу и Джабаглы и выступил с предложением создать в этих местах заповедник. Через два года территорию обследовала группа профессоров Ташкентского университета: Д. Н. Кашкаров, Е. П. Коровин, М. В. Культиасов, М. Г. Попов и Н. А. Димо, подтвердившие природную ценность этой территории. Заповедник Аксу-Джабаглы образован специальным постановлением Совнаркома Казахской республики в 1926 году (ныне — Аксу-Джабаглинский государственный природный заповедник).

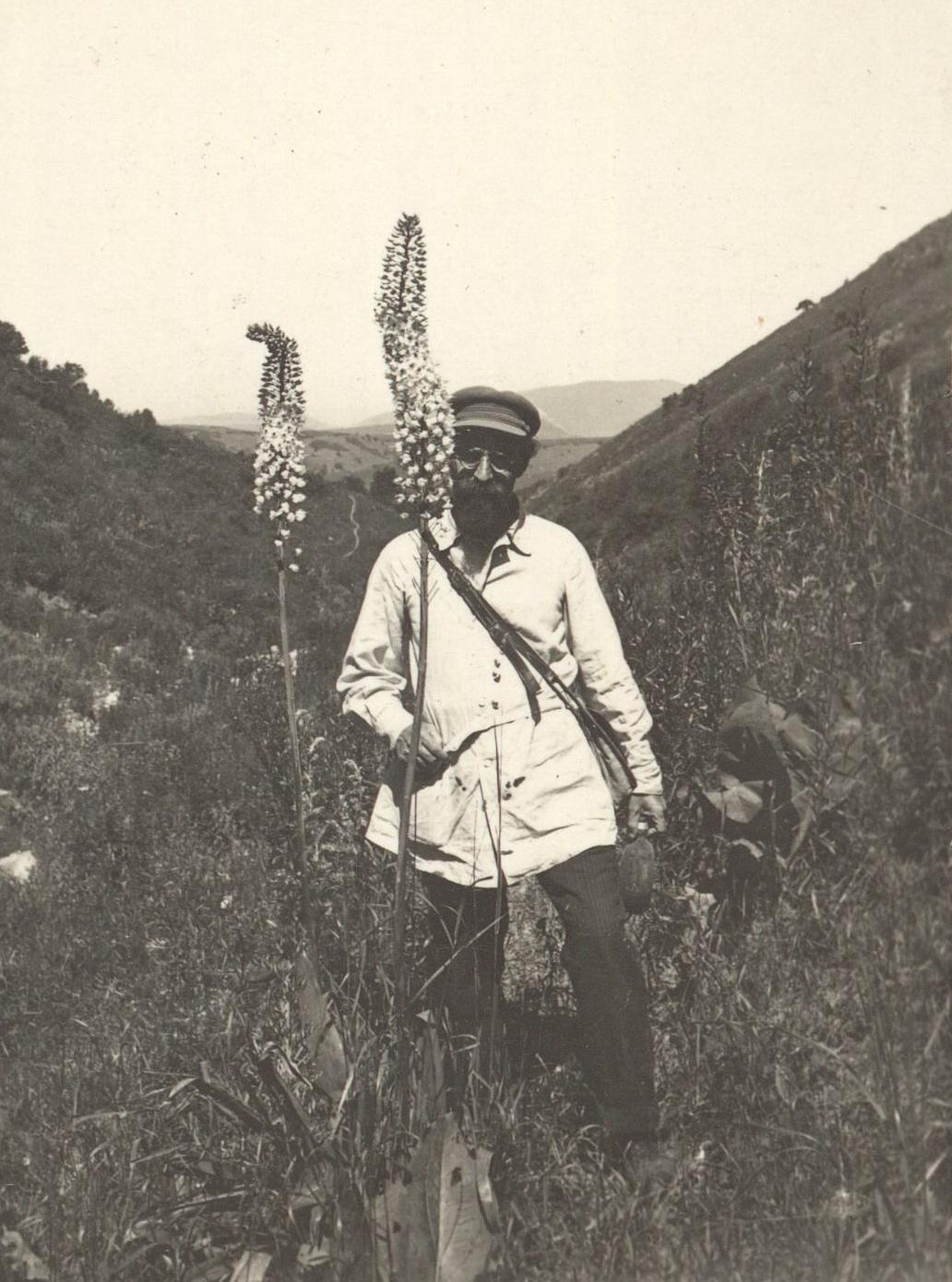
А. Л. Бродский в Заилийском Алатау, 1925 год. Фото К. А. Бродского

В 1925 году А. Л. Бродский по поручению Среднеазиатского комитета старины и искусства (Средазкомстариса) организует экспедицию в Кунгей Алатау и Заилийский Алатау с целью обследования р. Иссык, озера Иссык, северного и южного склонов Заилийского Алатау в бассейне р. Дженишке. В качестве места, удобного для заповедника, А. Л. Бродский называет ущелье р. Дженишке и его окрестности .
А. Л. Бродским впервые был выдвинут новый взгляд на роль заповедников. Ученый считал, что «основная функция заповедников состоит не том, чтобы служить эталонами для экологических исследований, а в том, чтобы гарантировать достаточно здоровое состояние природы и тем самым поддерживать экологическую, а, следовательно, экономическую устойчивость».

## Общественное признание
Специальным постановлением СНК УзССР за № 56 от 2.01.1943 Биофаку Среднеазиатского государственного университета было присвоено имя А. Л. Бродского и установлена стипендия его имени. Биофак университета носил имя А. Л. Бродского с 1943 по 1991 годы.
В честь А. Л. Бродского названы фораминиферы Haplaphragmoides brodskyi Mikhalevich, 1976, Bolivina brodskyi Mikhalevich, 1976 и нематода Cyanthostoma brodskii Sultanov, 1946.

## Основные труды
- Охрана природы в Туркестане // Туркомстарис. Секция охраны памятников природы. — Ташкент, 1923. — С. 3—14.
- Материалы к познанию фауны простейших Туркестана // Бюллетень САГУ. — 1925. — № 8. — С. 7—13.
- Охрана природы в Средней Азии // Известия Средне-Азиатского комитета по делам музеев. Охрана памятников старины, искусства и природы. Вып. 1. — Ташкент, 1926. — С. 55—65.
- Фауна водоемов пустыни Кара-Кум // Труды САГУ. Вып. 5. — 1929. Сер. XII-a. — С. 1—42.
- Protozoa почвы и их роль в почвенных процессах. Итоги исследований над почвенными простейшими Средней Азии // Бюллетень САГУ. — Вып. 20. — 1935. — C. 99—181
- Исследование по фауне почв // Труды группы почвенной зоологии Комитета наук УзССР. — Ташкент, 1937. — 68 с.
- Биология галловой (корневой) нематоды Heterodera marioni Cornu и новые пути борьбы с ней (с соавтором) // Труды института ботаники и зоологии УзССР. Сектор зоологии Т. 1. — Ташкент, 1946. — С. 5—6.